# محمد مرادلي
محمد مرادلي ( (بالأذرية: Məhəmməd Muradlı)‏ ؛ من مواليد 1 أغسطس 2003) هو استاذ دولي كبير من اذربيجان (GM) وبطل وطني مرتين. 

## حياة مهنية
فاز محمد مرادلي في بطولة العالم للشباب 2015 لفئة تحت 12 عام
لعب لمنتخب أذربيجان 3 في أولمبياد الشطرنج :
- في عام 2016 ، في اللوحة الثالثة في أولمبياد الشطرنج الثاني والأربعين في باكو (+2 ، = 0 ، -3). [4]

في عام 2019 ، لعب محمد مرادلي لمنتخب أذربيجان في أولمبياد الشطرنج الشباب وأصبح منتخب اذربيجان بطلاً لالمبياد الشطرنج تلك السنة. 
في 2019 و 2022 فاز محمد مرادلي بالبطولة الأذربيجانية للشطرنج .  
في يوليو 2022 ، فاز محمد مرادلي مهرجان بيال الدولي للشطرنج نسخة 2022 بنتيجة 7.0 / 9 وبتصنيف 2726. 

## روابط خارجية
- صفحة اللاعب «محمد مرادلي» على موقع مباريات الشطرنج
- Mahammad Muradli chess games at 365Chess.com
- Mahammad Muradli chess games at Chess.com

قالب:AzerbaijanGMs